# Stratovolcan

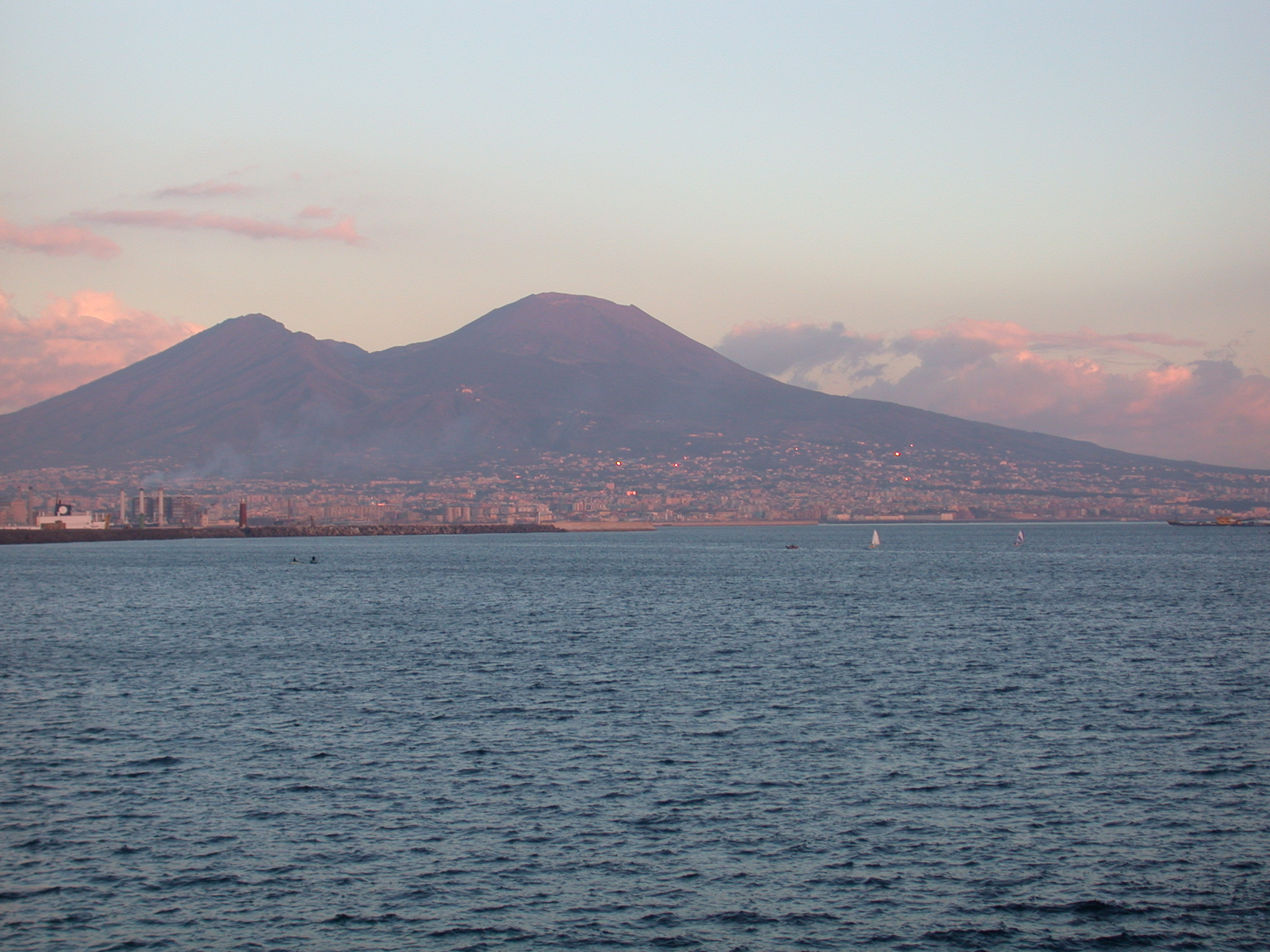
Le Vésuve, près de la ville de Naples en Italie, a violemment éclaté en 79 apr. J.-C. La dernière éruption de ce stratovolcan s'est produite en mars 1944.

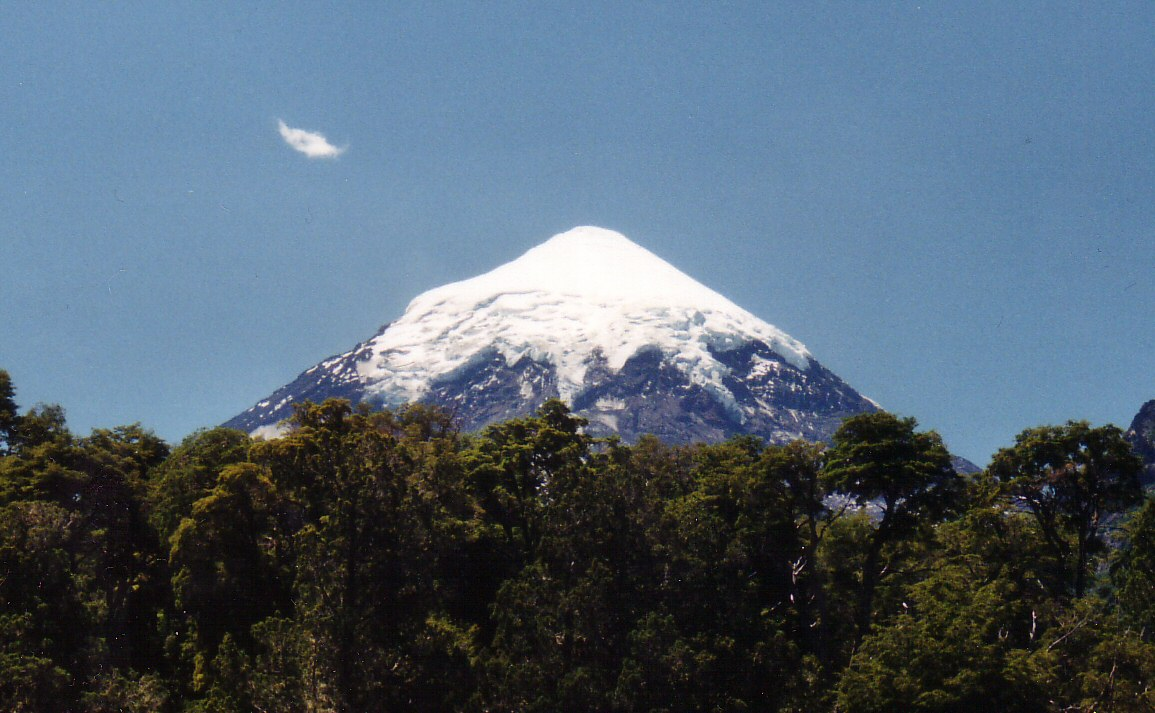
Le Lanín en Argentine.

Un stratovolcan, ou volcan composite est un volcan constitué de plusieurs couches (strates) de lave durcie et de téphras. Contrairement aux volcans-boucliers, les stratovolcans sont caractérisés par une forme généralement conique et un profil escarpé, et beaucoup ont un cratère avec souvent des cônes adventifs sur les flancs.
Ces édifices volcaniques ont été constitués par une succession d'éruptions explosives et d'éruptions effusives. Les matériaux émis par les volcans, tels que la lave et le téphra, sont souvent felsiques, c’est-à-dire riches en silice (andésite, dacite et rhyolite), mais parfois mafiques (pauvres en silice), mais dans des proportions moindres. Les laves riches en silice sont très visqueuses : elles se refroidissent et durcissent avant d'avoir pu se répandre loin, ce qui explique la forte pente des flancs des stratovolcans. Les débordements de lave acide ne se produisent que rarement, mais certains d’entre eux ont atteint une distance impressionnante de 15 km.
Les stratovolcans font partie des types de volcans les plus courants, ils sont notamment plus communs que les volcans-boucliers. Trois exemples célèbres de stratovolcans sont le Vésuve en Italie, dont l'éruption de 79 a enseveli les villes romaines de Pompéi et d'Herculanum, le Krakatoa en Indonésie, connu pour son éruption catastrophique de 1883, et la montagne Pelée en Martinique, dont l'éruption de 1902 a détruit la capitale économique et culturelle Saint-Pierre. Ces deux dernières éruptions ont coûté des dizaines de milliers de vies. Plus récemment, les monts Saint Helens aux États-Unis et Pinatubo aux Philippines ont éclaté de façon catastrophique, mais avec moins de morts.
Parmi les stratovolcans basaltiques les plus actifs, il y a le Oshima ō-shima au Japon, Hekla en Islande et Klioutchevskoï en Russie.
L'existence de stratovolcans est suspectée sur d'autres corps du système solaire, mais n'a pas été démontrée de manière concluante. Parmi les principaux candidats, on trouve des édifices isolés sur Mars, comme Zephyria Tholus.

## Formation

Coupe transversale de la zone de subduction et des stratovolcans associés.

Les stratovolcans sont communs dans les zones de subduction, formant des chaînes et des amas le long des frontières tectoniques des plaques où la croûte océanique est tirée sous la croûte continentale (volcanisme de l'arc continental, par exemple chaîne des Cascades, Andes, Campanie) ou d'une autre plaque océanique (volcanisme de l'arc insulaire, par exemple, le Japon, les Philippines, îles Aléoutiennes). Ils se rencontrent aussi à l'intérieur d'une plaque tectonique (c'est par exemple, le cas de l'ancien volcan du Cantal). Le magma formant des stratovolcans s'élève lorsque l'eau emprisonnée à la fois dans les minéraux hydratés et dans la roche de basalte poreuse de la croûte océanique supérieure est libérée dans la roche du manteau de l'asthénosphère au-dessus de la plaque océanique qui s'affaisse. La libération d'eau des minéraux hydratés est appelée « assèchement » (en anglais : dewatering) et se produit à des pressions et des températures spécifiques pour chaque minéral, à mesure que la plaque descend à de plus grandes profondeurs. L'eau libérée de la roche abaisse le point de fusion de la roche du manteau sus-jacente, qui subit alors une fusion partielle et monte en raison de sa moindre densité par rapport à la roche du manteau environnante, et se concentre temporairement à la base de la lithosphère. Le magma monte ensuite à travers la croûte, incorporant de la roche crustale riche en silice (plus de 50 %), conduisant à une composition intermédiaire finale. Lorsque le magma s'approche de la surface supérieure, il s'accumule dans une chambre magmatique à l'intérieur de la croûte sous le stratovolcan. Leurs éruptions peuvent être explosives, de type vulcanien, strombolien, péléen ou plinien.
Les processus qui déclenchent l'éruption finale restent une question de recherche. Les mécanismes possibles comprennent, :
- la différenciation du magma, dans laquelle le magma le plus léger et le plus riche en silice et les volatils tels que l'eau, les halogènes et le dioxyde de soufre s'accumulent dans la partie la plus élevée de la chambre magmatique. Cela peut considérablement augmenter les pressions[10] ;
- la cristallisation fractionnée du magma. Lorsque des minéraux anhydres tels que le feldspath se cristallisent hors du magma, cela concentre les volatils dans le liquide restant, ce qui peut conduire à une seconde ébullition qui provoque la séparation d'une phase gazeuse (dioxyde de carbone ou eau) du magma liquide et augmente les pressions dans la chambre magmatique[11] ;
- l'injection de magma frais dans la chambre magmatique, qui mélange et chauffe le magma plus froid déjà présent. Cela pourrait forcer les volatils à sortir de la solution et réduire la densité du magma plus froid, ce qui augmente la pression. Il existe des preuves considérables d'un mélange de magma juste avant de nombreuses éruptions, y compris des cristaux d'olivine riches en magnésium dans de la lave silicique fraîchement éclatée qui ne montrent aucun bord de réaction. Cela n'est possible que si la lave a éclaté immédiatement après le mélange, car l'olivine réagit rapidement avec le magma silicique pour former un bord de pyroxène[12] ;
- la fusion progressive de l'encaissant[13].

Ces déclencheurs internes peuvent être modifiés par des déclencheurs externes tels que l'effondrement du secteur (en), les tremblements de terre ou les interactions avec les eaux souterraines. Certains de ces déclencheurs ne fonctionnent que dans des conditions limitées. Par exemple, l'effondrement d'un secteur (où une partie du flanc d'un volcan s'effondre lors d'un glissement de terrain massif) ne peut déclencher l'éruption que d'une chambre magmatique très peu profonde. La différenciation du magma et la dilatation thermique sont également inefficaces en tant que déclencheurs d'éruptions à partir de chambres magmatiques profondes.
Quel que soit le mécanisme précis, la pression dans la chambre magmatique augmente jusqu'à un point critique où le toit de la chambre magmatique se fracture et le contenu de la chambre magmatique est pourvu d'un chemin vers la surface à travers lequel éclater.

## Dangers

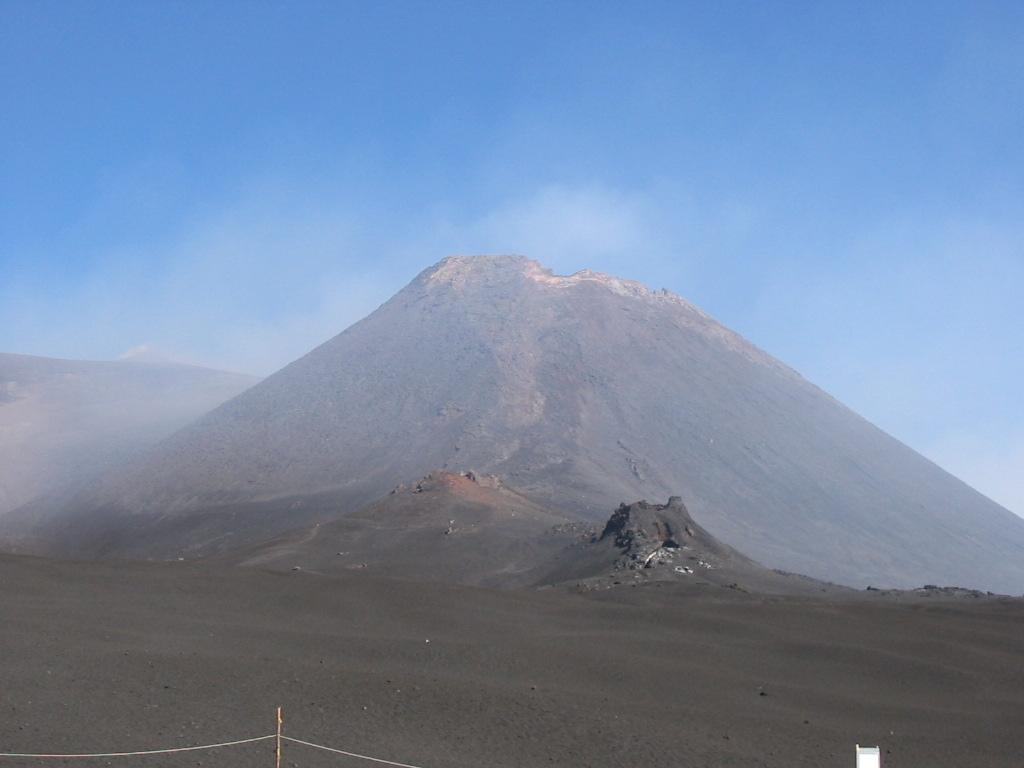
L'Etna sur l'île de Sicile, dans le Sud de l'Italie.

Dans l'Histoire, les éruptions explosives sur une zone de subduction (frontière convergente) des volcans ont posé le plus grand danger pour les civilisations. Les stratovolcans de la zone de subduction, tels que le mont Saint Helens, le mont Etna et le mont Pinatubo, éclatent généralement avec une force explosive : le magma est trop rigide pour permettre une fuite facile des gaz volcaniques. En conséquence, les énormes pressions internes des gaz volcaniques piégés restent et se mélangent dans le magma pâteux. À la suite de la rupture du confinement et de l'ouverture du cratère, le magma dégaze de manière explosive, ce qui provoque souvent des nuées ardentes dévastatrices.
Depuis 1600 après J.-C., de 300 000 personnes ont été tuées par des éruptions volcaniques. La plupart des décès ont été causés par des coulées pyroclastiques et des lahars, qui accompagnent souvent les éruptions explosives des stratovolcans de la zone de subduction. Les écoulements pyroclastiques sont des mélanges incandescents rapides, en forme d'avalanche, de balayage du sol, de débris volcaniques chauds, de cendres fines, de lave fragmentée et de gaz surchauffés qui peuvent aller à des vitesses supérieures à 160 km/h. Environ 30 000 personnes ont été tuées par des coulées pyroclastiques lors de l'éruption de la montagne Pelée en 1902 sur l'île de la Martinique dans les Caraïbes. De mars à avril 1982, trois éruptions explosives d'El Chichón dans l'État du Chiapas, dans le sud-est du Mexique, ont provoqué la pire catastrophe volcanique de l'histoire de ce pays. Les villages à moins de 8 km du volcan ont été détruits par des coulées pyroclastiques, tuant plus de 2 000 personnes.
Deux volcans de la décennie qui ont éclaté en 1991 fournissent des exemples de dangers liés aux stratovolcans. Le 15 juin, le mont Pinatubo a craché un nuage de cendres jusqu'à 40 km dans l'air et a produit d'énormes surtensions pyroclastiques et des inondations de lahar qui ont dévasté une grande zone autour du volcan. Le Pinatubo, situé dans le centre de Luzon à seulement 90 km à l'ouest-nord-ouest de Manille, était en sommeil pendant six siècles avant l'éruption de 1991, qui se classe comme l'une des plus grandes éruptions du XXe siècle. Toujours en 1991, le volcan Unzen du Japon, situé sur l'île de Kyushu à environ 40 km est de Nagasaki, s'est réveillé de son sommeil de 200 ans pour produire un nouveau dôme de lave à son sommet. À partir de juin, l'effondrement répété de ce dôme en éruption a généré des flux de cendres qui ont balayé les pentes de la montagne à des vitesses aussi élevées que 200 km/h. Unzen est l'un des plus de 75 volcans actifs au Japon ; une éruption en 1792 a tué plus de 15 000 personnes - la pire catastrophe volcanique de l'histoire du pays.
L'éruption du Vésuve en 79 a complètement étouffé les anciennes villes voisines de Pompéi et d'Herculanum avec d'épais dépôts de surtensions pyroclastiques et de coulées de lave. Bien que le nombre de morts soit estimé entre 13 000 et 26 000, le nombre exact n'est toujours pas clair. Le Vésuve est reconnu comme l'un des volcans les plus dangereux, en raison de sa capacité à de puissantes éruptions explosives combinée à la forte densité de population de la région métropolitaine de Naples (totalisant environ 3,6 millions d'habitants).

### Cendres

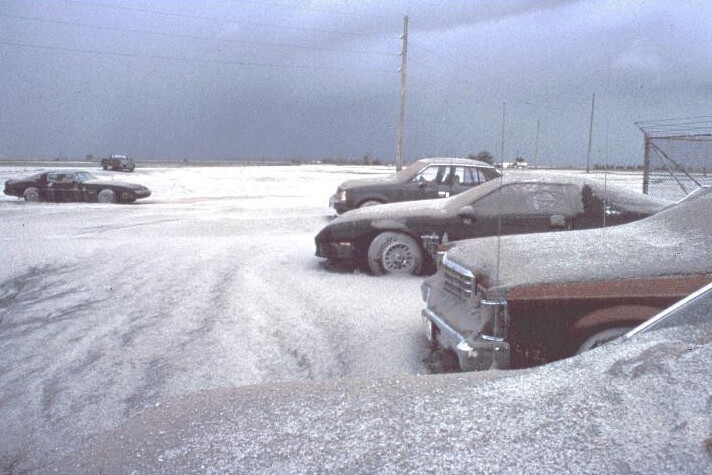
Couverture enneigée des dépôts de cendres du mont Pinatubo dans un stationnement de la base aérienne Clark (15 juin 1991).

En plus d'affecter éventuellement le climat, les nuages volcaniques des éruptions explosives posent également un grave danger pour la sécurité aérienne. Par exemple, lors de l'éruption de Galunggung en 1982 à Java, le vol 9 de British Airways a volé dans le nuage de cendres, souffrant d'une panne de ses moteurs temporaire et de dommages structurels. Au cours des deux dernières décennies[Quand ?], plus de 60 avions, pour la plupart des avions de ligne commerciaux, ont été endommagés par des rencontres en vol avec des cendres volcaniques. Certaines de ces rencontres ont entraîné la perte de puissance de tous les moteurs, nécessitant des atterrissages d'urgence[évasif]. Heureusement, à ce jour[Quand ?], aucun accident ne s'est produit en raison du vol d'un avion à réaction dans les cendres volcaniques. Les chutes de cendres sont une menace pour la santé lorsqu'elles sont inhalées et constituent également une menace pour les biens avec une accumulation suffisante. Une accumulation de 30 cm suffit à provoquer l'effondrement de la plupart des bâtiments[réf. nécessaire]. Les nuages denses de cendres volcaniques chaudes, provoqués par l'effondrement d'une colonne éruptive ou étant expulsés latéralement lors de l'effondrement partiel d'un édifice volcanique ou d'un dôme de lave pendant des éruptions explosives, peuvent générer des flux ou des surtensions pyroclastiques dévastateurs, qui peuvent balayer tout sur leur passage.

### Lave

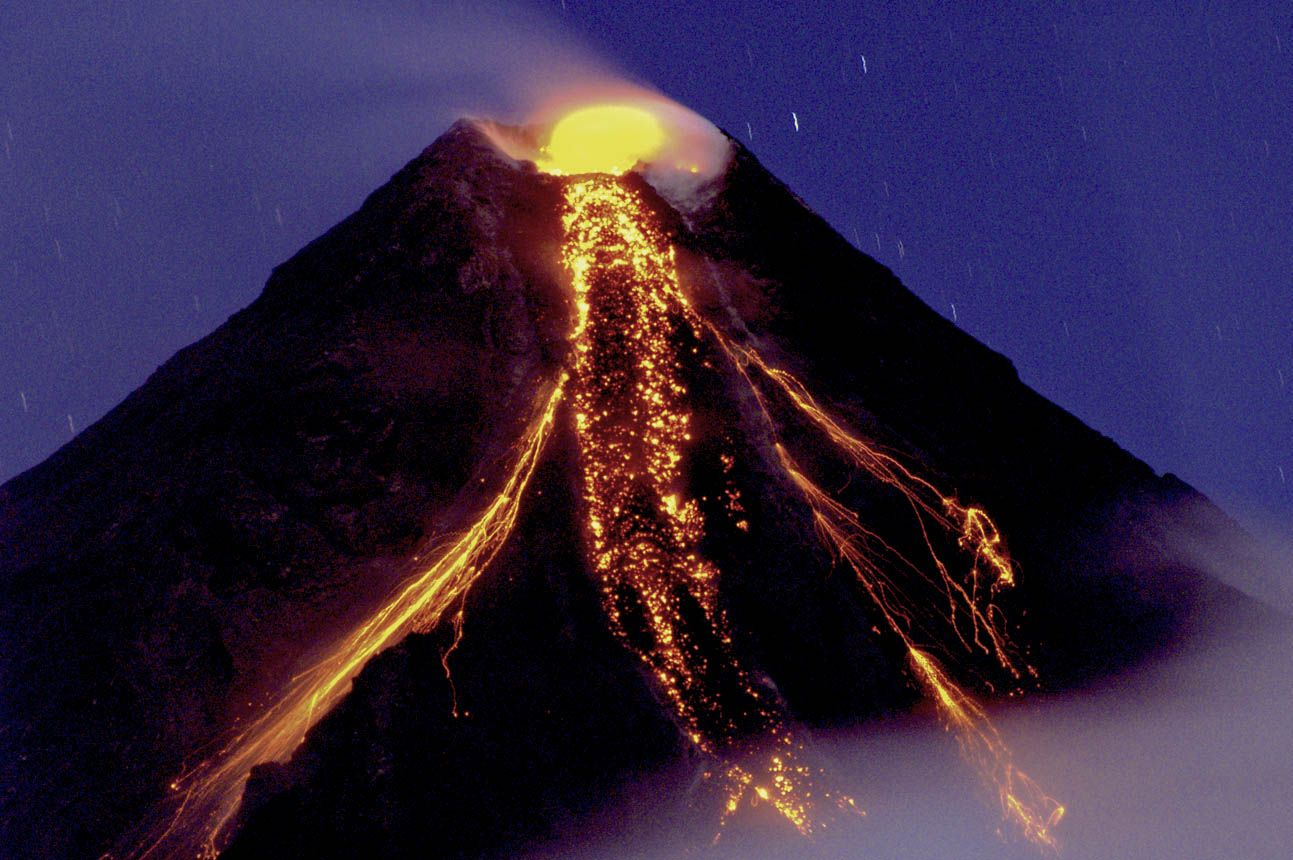
Le volcan Mayon extrudant des coulées de lave lors de son éruption le 29 décembre 2009.

Les coulées de lave des stratovolcans ne constituent généralement pas une menace importante pour les humains et les animaux, car la lave hautement visqueuse se déplace assez lentement pour que tout le monde puisse fuir le chemin de l'écoulement. Les coulées de lave sont plus une menace pour la propriété. Cependant, tous les stratovolcans n'émettent pas de lave visqueuse et collante. Le Nyiragongo est très dangereux, car son magma a une teneur en silice inhabituellement faible, ce qui le rend assez fluide. Les laves fluides sont généralement associées à la formation de larges volcans boucliers tels que ceux d'Hawaï, mais le Nyiragongo a des pentes raides sur lesquelles la lave peut couler jusqu'à 100 km[réf. nécessaire]. Les coulées de lave pourraient faire fondre la glace et les glaciers qui se sont accumulés sur le cratère du volcan[Lequel ?] et les pentes supérieures, générant des flux massifs de lahar. Dans le cas des laves fluides, des fontaines de lave massives peuvent se produire, tandis que la lave de viscosité plus épaisse peut se solidifier dans l'évent, créant un bloc qui peut entraîner des éruptions hautement explosives.

### Bombes volcaniques
Les bombes volcaniques sont des roches ignées extrusives allant de la taille de livres à celle de petites voitures, qui sont éjectées de manière explosive des stratovolcans pendant leurs phases éruptives culminantes. Ces « bombes » peuvent être projetées à plus de 20 km du volcan, et présentent un risque pour les bâtiments et les êtres vivants lors de la prise de vue[Quoi ?] à des vitesses très élevées (centaines de kilomètres par heure) dans les airs. La plupart des bombes n'explosent pas elles-mêmes à l'impact, mais portent plutôt une énergie suffisante pour avoir des effets destructeurs comme si elles explosaient.

### Lahar
Les lahars (d'un terme javanais pour les coulées de boue volcaniques) sont des mélanges de débris volcaniques et d'eau. Les lahars proviennent généralement de deux sources : les précipitations ou la fonte de la neige et de la glace par des éléments volcaniques chauds, comme la lave. En fonction de la proportion et de la température de l'eau par rapport au matériau volcanique, les lahars peuvent aller de coulées épaisses et gluantes qui ont la consistance d'un béton humide à des inondations à écoulement rapide et épais. Les lahars déferlant sur les flancs escarpés des stratovolcans ont la force et la vitesse pour aplatir ou noyer tout sur leur passage. Des nuages de cendres chaudes, des coulées de lave et des ondes pyroclastiques éjectées lors de l'éruption du Nevado del Ruiz en Colombie en 1985 ont fait fondre la neige et la glace au sommet de ce haut (5 321 m) volcan andin. Le lahar qui a suivi a inondé la ville d'Armero et ses environs, tuant 25 000 personnes[réf. souhaitée].

## Effets sur le climat, l'atmosphère et conséquences sanitaires

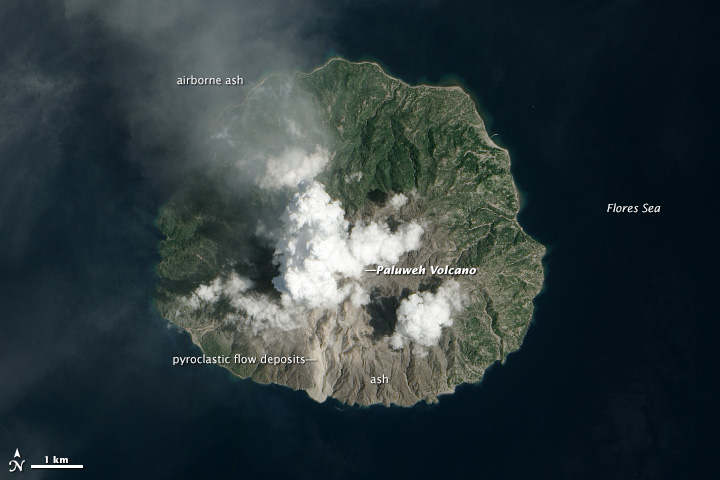
Éruption de Paluweh vue de l'espace

L'impact de l'éruption du mont Pinatubo en juin 1991 a été mondial. Des températures légèrement plus fraîches que d'habitude ont été enregistrées dans le monde entier, avec des couchers de soleil brillants et des levers de soleil intenses attribués aux particules ; cette éruption a soulevé des particules haut dans la stratosphère. Les aérosols qui se sont formés à partir du dioxyde de soufre (SO2), du dioxyde de carbone (CO2) et d'autres gaz se sont dispersés dans le monde. La masse de SO2 dans ce nuage - environ 22 millions de tonnes - combinée à l'eau (à la fois d'origine volcanique et atmosphérique) a formé des gouttelettes d'acide sulfurique, empêchant une partie de la lumière du soleil d'atteindre la troposphère et le sol. Le refroidissement au sol a été d'environ 0,4 à 0,6 °C à l'échelle mondiale. Une éruption de la taille du mont Pinatubo a tendance à affecter le temps pendant quelques années ; le matériau injecté dans la stratosphère tombe progressivement dans la troposphère, où il est emporté par la pluie et les précipitations nuageuses.
Un phénomène similaire, mais extraordinairement plus puissant, s'est produit lors de l'éruption cataclysmique d'avril 1815 du mont Tambora sur l'île de Sumbawa en Indonésie. L'éruption du mont Tambora est reconnue comme l'éruption la plus puissante de l'histoire enregistrée. Son nuage d'éruption a abaissé les températures mondiales de jusqu'à 3,5 °C. Dans l'année qui a suivi l'éruption, la majeure partie de l'hémisphère nord a connu des températures nettement plus fraîches pendant l'été. Dans certaines régions d'Europe, d'Asie, d'Afrique et d'Amérique du Nord, 1816 était connue sous le nom de « année sans été », ce qui provoqua une crise agricole considérable et une brève, mais amère famine, qui provoqua une série de détresses sur la plupart des continents touchés, dont la première pandémie mondiale de choléra.